# 招待
| ウィキペディアには「招待」という見出しの百科事典記事はありません（タイトルに「招待」を含むページの一覧/「招待」で始まるページの一覧）。 代わりにウィクショナリーのページ「招待」が役に立つかもしれません。 |